# Nokia 7610
Nokia 7610 – telefon komórkowy typu smartfon firmy Nokia pracujący pod kontrolą systemu operacyjnego Symbian 7.0s, na platformie Series 60 2nd Edition, Feature Pack 1 (wersja 2.1). Głównym procesorem jest jednostka ARM (zbudowana na bazie architektury ARM4T), o częstotliwości taktowania 123 MHz. Jako jeden z pierwszych (spośród telefonów powszechnie dostępnych na rynku europejskim), wyposażony w aparat fotograficzny o rozdzielczości 1 megapiksela (1152 x 864). Aparat rejestruje zdjęcia oraz filmy (o długości do 10 minut). Telefon wyposażono w slot kart pamięci w standardzie RS-MMC. Niekonwencjonalne wzornictwo klawiatury wzbudzało kontrowersje. Z myślą o bardziej konserwatywnych użytkownikach Nokia stworzyła bliźniaczy model 6670, od 7610 różniący się wyglądem obudowy, brakiem kilku funkcji oraz kształtem przycisków.